# Шмельков, Ефим Евлампиевич
Ефим Евлампиевич Шмельков (20 августа 1918 года, деревня Труфановы Поляны, Темниковский уезд, Тамбовская губерния — 1973 год) — звеньевой колхоза «Животновод» Кадомского района Рязанской области. Герой Социалистического Труда (1966).

## Биография
Родился 20 августа (по другим[каким?] данным — июня) 1918 года в крестьянской семье в селе Труфановы Поляны Темниковского уезда (сегодня — Кадомский район). Окончил начальную школу, после которой трудился в колхозе «Знамя Победы». В 1941 году был призван на срочную службу на Тихоокеанский флот. С ноября 1941 года участвовал в Великой Отечественной войне. Воевал в составе 28-й гвардейской мотострелковой бригады 8-го гвардейского танкового корпуса.
После демобилизации в 1946 году возвратился в Кадомский район. Трудился трактористом Кадомской МТС, с 1958 года — трактористом и с 1960 года — звеньевым механизированного звена по выращиванию кукурузы в колхозе «Животновод» Кадомского района.
В 1963 году участвовал во Всесоюзной выставке ВДНХ.
Указом Президиума Верховного Совета СССР от 23 июня 1966 года «за успехи, достигнутые в увеличении производства и заготовок пшеницы, ржи, гречихи, риса и других зерновых культур и высокопроизводственном использовании техники» удостоен звания Героя Социалистического Труда с вручением ордена Ленина и золотой медали Серп и Молот.
Скончался 20 июня 1973 года.
Награды
- Герой Социалистического Труда
- Орден Ленина
- Орден Красной Звезды
- Медаль «За победу над Германией в Великой Отечественной войне 1941—1945 гг.»
- Почётный гражданин Кадомского района (2009, посмертно)